# Rio Groot (Southern Cape)
Rio Groot (Southern Cape) é um rio da África do Sul.